# 真空管ドールズ
真空管ドールズ（しんくうかんドールズ）は、個人ユニット「JH科学」の世界観を基にしたスマートフォン用ゲームアプリである。2016年にAndroid版、iOS版が、Sony Music Entertainment (Japan) よりリリースされた。2018年1月10日サービス終了。

## 登場キャラクター
- 相内紗英 - ソフィア
- 兎味ペロリナ - フェルミ
- えなこ - 高槻 姫
- 大橋彩香 - クレータードール
- 沢城みゆき - しずく
- せきしほ - ティア
- 立花理香 - ミラ
- 田所あずさ - 結月
- 戸松遥 - ブロッサム
- 富沢恵莉 - アンノウン
- ナナヲアカリ - カレン
- 野水伊織 - マリー
- 橋本菫 - ユニ
- 水橋かおり - ユリア
- 水瀬いのり - アリシア
- 山岡ゆり - アイラ
- 山崎はるか - ナンシー
- 悠木碧 - エモ

## 音楽

### 主題歌
- 「真空ロジック」
  - 作詞・作曲・編曲 - sasakure.UK / 歌 - ユニ・フェルミ・カレンfrom真空管ドールズ（CV: 橋本菫・兎味ペロリナ・ナナヲアカリ）